# Cuando sale un Lucero
Cuando sale un Lucero è il diciassettesimo album in studio della cantante e attrice messicana Lucero, pubblicato nell'ottobre 2004. È il primo album pubblicato con la nuova etichetta discografica EMI Music, dopo che non le era stato rinnovato il contratto con la Sony Records. Il disco ha venduto oltre 50.000 copie in Messico, venendo certificato come disco d'oro.

## Tracce
1. Vete Por Donde Llegaste (Jugo de Piña) – 3:39 (Domingo Rullo)
2. Amanecí en tus brazos – 2:51 (José Alfredo Jiménez)
3. Pepe – 3:34 (Daniel Lemetro)
4. Entre la espada y la pared – 3:18 (Ricardo Arjona)
5. No llores – 2:59 (Alberto Domínguez)
6. Cielo rojo – 3:47 (Juan Zaizar)
7. El cable – 3:25 (Mario Carniello, Karen Juantorena)
8. Sé – 4:39 (Darío Miranda)
9. Libro abierto – 2:39 (Fidel Valadez)
10. Cuando sale la luna – 3:17 (J. A. Jiménez)